# 彩虹交匯處

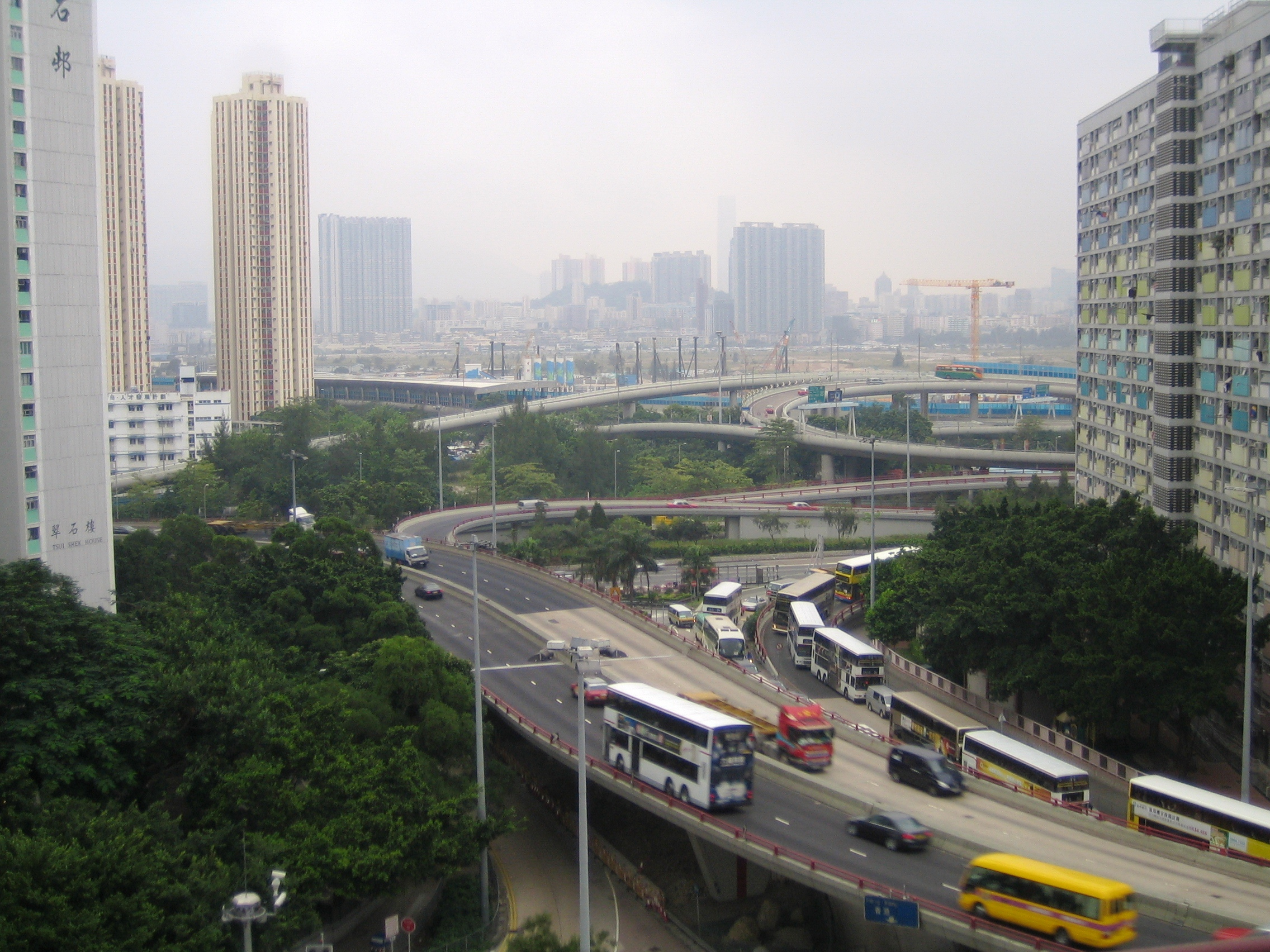
早上繁忙時間的彩虹交匯處

彩虹交匯處（英語：Choi Hung Interchange）是在香港九龍牛池灣、坪石邨與彩虹邨之間的交匯處，也是位於觀塘區與黃大仙區的交界，主要有6個出口。
由於大量巴士及小巴路線均途經彩虹交匯處，於早上及傍晚繁忙時間，該交匯處均出現交通擠塞情況。當中以由龍翔道往返觀塘道方向的車龍最為嚴重。

## 連接道路（出口）
- 龍翔道西行
  - 往黃大仙、沙田、葵涌等方向
- 清水灣道東行
  - 往四順、西貢、清水灣方向
- 太子道東西行
  - 往九龍城、土瓜灣、太子、旺角方向
- 觀塘道東行
  - 往九龍灣、牛頭角、觀塘等九龍東方向
- 觀塘繞道東行
  - 往觀塘、將軍澳隧道及東隧方向
- 觀塘繞道西行
  - 往沙田、大老山隧道方向

龍翔道東行與太子道東西行不能相通，觀塘繞道與龍翔道西行、清水灣道東行不能相通，觀塘繞道西行與觀塘道東行不能相通。

## 相關題目
- 龍翔道
- 清水灣道
- 太子道東
- 觀塘道
- 觀塘繞道
- 坪石邨
- 彩虹邨
- 協調道

## 外部連結
- 陳刀台戲：彩虹交匯處 （页面存档备份，存于）
- 安達臣石礦場發展關鍵在於交通 （页面存档备份，存于）

| 论 编 | 香港7號幹線 |  |
| |             |  |
| 環保大道 – 將軍澳隧道公路 – 將軍澳隧道 – 將軍澳道 – 鯉魚門道 – 觀塘道（包括雅麗道天橋及觀塘道下通道） – 彩虹交匯處 – 龍翔道 – 呈祥道 |             |  |
| |             |  |

| 论 编                                                        | 香港2號幹線 |  |
|                                                              |             |  |
| 東區海底隧道 – 鯉魚門道 – 觀塘繞道 – 大老山隧道 – 大老山公路 |             |  |
|                                                              |             |  |